# Ђаца (Бреша)
Ђаца је насеље у Италији у округу Бреша, региону Ломбардија.
Према процени из 2011. у насељу је живело 106 становника. Насеље се налази на надморској висини од 153 м.